# Шајкаши
Шајкаши су били део дунавских морнаричких снага у саставу речне флотиле Угарске, а потом и царске Аустрије. Као војници, Шајкаши су имали посебан статус.
Главни бродови Шајкаша биле су шајке, веслачки бродови или лађе сличне малим галијама, са једним јарболом или без јарбола, и обично са једним топом наоружане. 

## Историја
Шајкаши добијају на значају у времену када Турци почињу да упадају на подручје тадашње јужне Угарске. То је навело угарског краља Матију Корвина да предузме кораке у правцу реорганизације шајкашке флотиле. Њен састав појачало је српско становништво после пада српске деспотовине. Уважавајући њихов начин живота у старој постојбини, Матија Корвин организује Шајкаше по начелу породичне задруге или дружине. Задрузи су припадале оне породице чији су чланови служили на рекама „са мачем или веслом“ под заставом шајкашког капетана. 
Шајкашима је било дозвољено да са породицама живе у логорима, па су их и у ратовима пратиле жене и деца. 
У миру, Шајкаши су били господари у својим насељима, аутономно управљајући пословима и уживајући одређене племићке повластице. Најпознатије шајкашке станице су биле на Дунаву и Сави: Коморан, Пожун, Естергом, Ђур, Сентандреја, Сланкамен, Шабац и Београд.
Говорећи о Шајкашима, историчар Гаврило Витковић је нагласио: „Јунаштвом и дурашношћу надмашили су и саме Шпартанце.“ Матији Корвину је добродошла помоћ ратоборних Срба, „који су се одликовали грађењем убојних лађа и вештином војевања на води“. 
У бици код Петроварадина 1526. године, уочи Мохачке битке, Шајкаши су под командом деспота Радича Божића успешно победили османску флотилу. Сматра се да је један од разлога турског освајања Београда 1521. године тај што су Шајкаши под командом Петра Овчаревића одбили да се боре зато што им годинама нису биле исплаћиване плате. 
После освајања Угарске од стране Турака, Аустрија, која је наследила део Угарске, преселила је знатан број Шајкаша у Горњу земљу у данашњој Словачкој и са њима покренула своју дунавску флотилу. 
Шајкаши су били у саставу аустријске речне флоте на Дунаву све до 19. века.

## Занимљивости
По Шајкашима је област Шајкашка у данашњој Бачкој добила име. 
По једном предању, шајкача потиче од Шајкаша и прво је била њихова капа. 